# Crimson
Crimson, sau cârmâz este un puternic colorant roșu intens. Original era denumit așa colorantul Kermes produs dintr-o insectă, Kermes vermilio, dar uneori acum numele mai este folosit ca termen generic pentru coloranți ușor roșiatici-albaștri care se află aproape de roz.

## Etimologie
Numele crimson, sau cârmâz este un cuvânt derivat din limba italiană:  carmin și limba persană:   قرمز (qirmizî), adoptat din cuvântul sanscrit कृमिज (kârmi-jā) − «produs din insecte» derivat prin limba latină medievală "cremesinus" sau "carmesinus" utilizat pentru a indica aceste insecte Kermes vermilio din care este extras colorantul. Lacul kermes este o vopsea care se utilizează încă în prezent, mai mult în pictura în ulei pentru a se obține glazuri splendide.